# サント・アンタン島
サント・アンタン島 （Santo Antão、カーボベルデ・クレオール語:Sontonton）は、バルラヴェント諸島を構成する島の1つである。この島はカーボベルデに属しており、同国における最西端にあたる。人口は38,200人。島の名は、聖アントニウスにちなむ。

## 地理
火山性の島であり、中央を走る山脈によって南北に分けられている。島の最高峰はトポ・デ・コロアである。北岸にある中心の町ポンタ・ド・ソルには空港が設置されている。また、フェリーが出ている港としては、南岸のノヴォ港が挙げられる。南東部の島の一部は砂漠気候で、北西部はそれに似ているものの降雨量は南東部と比べれば多い。谷は激しい浸食が進む。
島の火山は玄武岩からなる。火山の多く、特にカルデラはまだできて年数が浅い。1999年以降、火山学者が、新たな噴火が起きると予想されているポンタ・ド・ソル地域の海水温の上下を観察し続けている。

## 歴史
島は1462年にディオゴ・アフォンソによって発見された。現在の名前が付けられたのは1500年代からである。最初の定住は1548年に行われ、その後17世紀に、サンティアゴ島、フォゴ島、北ポルトガルからの人々が島北部のヴィラ・ダ・リベイラ・グランデへ到着した。のち、ワインとコーヒーが島の重要な輸出品となった。

## 経済
漁業と農業が主幹産業である。サトウキビ、キャッサバ、ヤムイモ、バナナ、マンゴー、穀物が生産される。ラム酒も作られている。この他、観光が伸びてきており、田舎の観光インフラストラクチャーへ投資がされている。

## 行政
島は3つの基礎自治体がある。
- Paul, Cape Verde CV-PA
- Porto Novo CV-PN
- Ribeira Grande CV-RG

### 教区と自治体
- Alto Mira
- Chã das Furnas
- Coculi
- Corvo
- Cruzinha
- Curral da Russa
- Eito
- Eito de Baixo
- Espongeiro
- Fontainhas
- Formiguinhas
- Janela
- Lomba dos Pombas
- Lomba de Santo
- Lourenço
- Monte Trigo
- Nossa Senhora do Rosário - parish
- Nossa Senhora do Livramento - parish
- Paul (PA-oo), incorrectly Paúl
- Passo
- Pombas
- Ponta do Sol
- Porto Novo (pop: 14,731)
- Ribeira da Cruz
- Ribeira das Bras
- Ribeira Grande
- Santo António das Pombas - parish
- Santo Crucifixo - parish
- São João Baptista - parish
- São Pedro Apóstolo - parish
- Sinagoga
- Tarrafal de Monte Trigo

## 言語
公用語であるポルトガル語より、島民の多くはカーボベルデ・クレオール語を話す。